# Vilnius East
Vilnius East är en flygplats i Litauen. Den ligger i den sydöstra delen av landet, 15 km öster om huvudstaden Vilnius. Vilnius East ligger 159 meter över havet.
Terrängen runt Vilnius East är platt. Runt Vilnius East är det ganska glesbefolkat, med 43 invånare per kvadratkilometer. Närmaste större samhälle är Vilnius, 15,4 km väster om Vilnius East. Omgivningarna runt Vilnius East är en mosaik av jordbruksmark och naturlig växtlighet.